# Baphûon
Le Baphûon est un temple dédié à Shiva, construit sous le règne de Udayādityavarman II (de 1050 à 1066) dans le complexe monumental d'Angkor au Cambodge. Également appelé montagne d'or (svarnādrī), le Baphûon est construit sur une colline artificielle. Il se situe dans l'enceinte d'Angkor Thom, entre le Palais Royal et le Bayon.

## Histoire d'une restauration

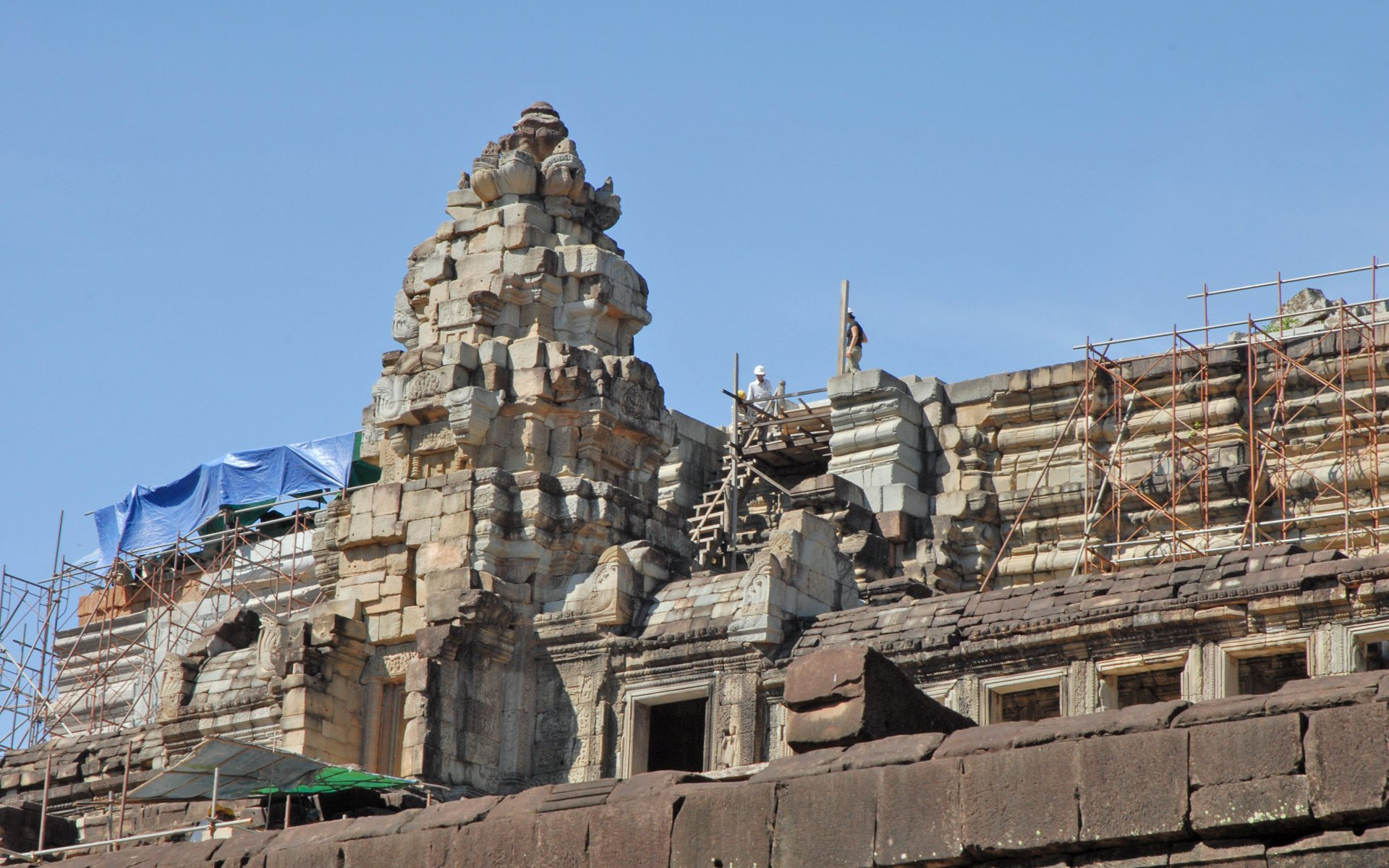
Chantier de l'EFEO en 2008

Le Baphûon fut construit vers 1060, sous le règne de Udayādityavarman II (de 1050 à 1066), à la gloire de Shiva. Il fut un temple d'État, connu comme la « montagne d'or » (svarnādrī). Il se dressait au sommet d'une colline artificielle.
Il avait pratiquement disparu avant d'être dégagé et consolidé en plusieurs étapes de 1908 à 1918 par l'École française d'Extrême-Orient, sous la direction de Jean Commaille (1868-1916) premier conservateur d'Angkor. Ce dernier, assassiné le 29 avril 1916 par des bandits pour lui dérober la paie des ouvriers qu'il transportait, est remplacé par Henri Marchal (1878-1970).
D'importants éboulements, notamment en 1943, ont obligé à reprendre la consolidation en 1950. En 1960, le conservateur des Monuments d'Angkor Bernard-Philippe Groslier préconise de démonter le temple bloc par bloc en les numérotant : cette opération d'anastylose dure dix ans. Cette technique avait déjà été introduite par Henri Marchal après avoir observé sa première application sur le temple de Borodurur à Java. La guerre civile cambodgienne (1967-1975) interrompt les travaux en 1971, et les différents relevés et archives sont détruits. Le conflit indochinois (1978-1999) qui suit provoque la fin du projet, et les ruines du Baphûon sont laissées à l'abandon.
Le temple était envahi par la végétation lorsque la restauration a repris de 1995 à 2011, soit 16 années de travaux acharnés pour un budget de dix millions d'euros apportés par le gouvernement français, travaux réalisés par l'EFEO, sous l'égide des architectes Jacques Dumarçay et Pascal Royère (1965-2014), dirigeant une équipe de 300 ouvriers cambodgiens. Il a été nécessaire de remettre en place 300 000 blocs de grès gris, auparavant déposés tout autour du temple pendant des dizaines d'années.
Le raffermissement des structures autour du noyau de matériaux anciens s'est opéré en réalisant de grands murs en béton armé qui sont contre-butés et masqués par l'édification des formes architecturales avec du grès neuf, extrait dans une carrière de l'époque, redécouverte dans les monts Kulen. La restauration des parties ruinées et manquantes du sanctuaire au sommet du temple, à cause de leur réemploi dans le grand Bouddha couché, reste limitée et ne peut aller jusqu'à la création.
L’inauguration du Baphûon restauré a eu lieu le 3 juillet 2011, en la présence du roi Norodom Sihamoni et du premier ministre français François Fillon.

## Description

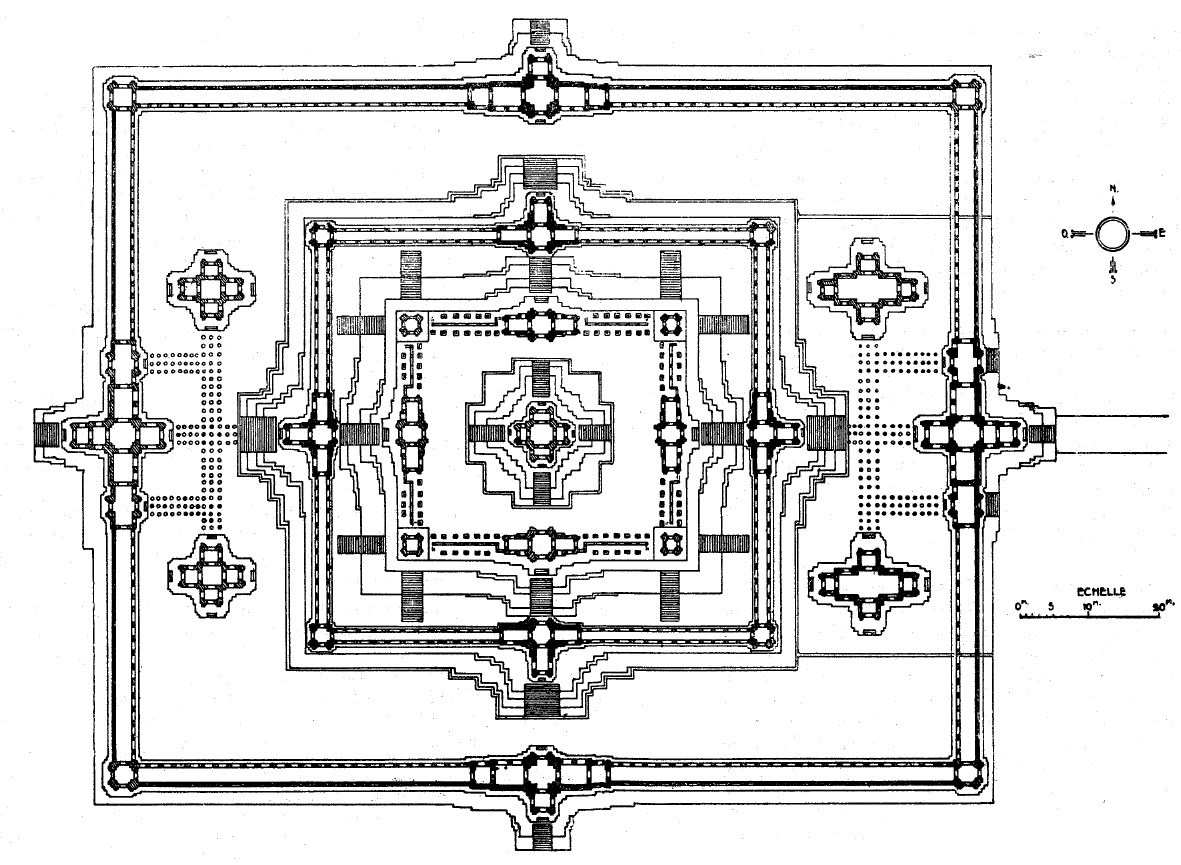
Plan du Baphûon de Maurice Glaize, conservateur du site d'Angkor.
Guide d'Angkor, 1944.

Le Baphûon est une pyramide à trois terrasses bordées de galeries, de 145 mètres sur 150. L'entrée monumentale à la première terrasse se fait par trois gopura sur une chaussée surélevée, de 200 m de long. La pyramide centrale s'élève sur cinq gradins.

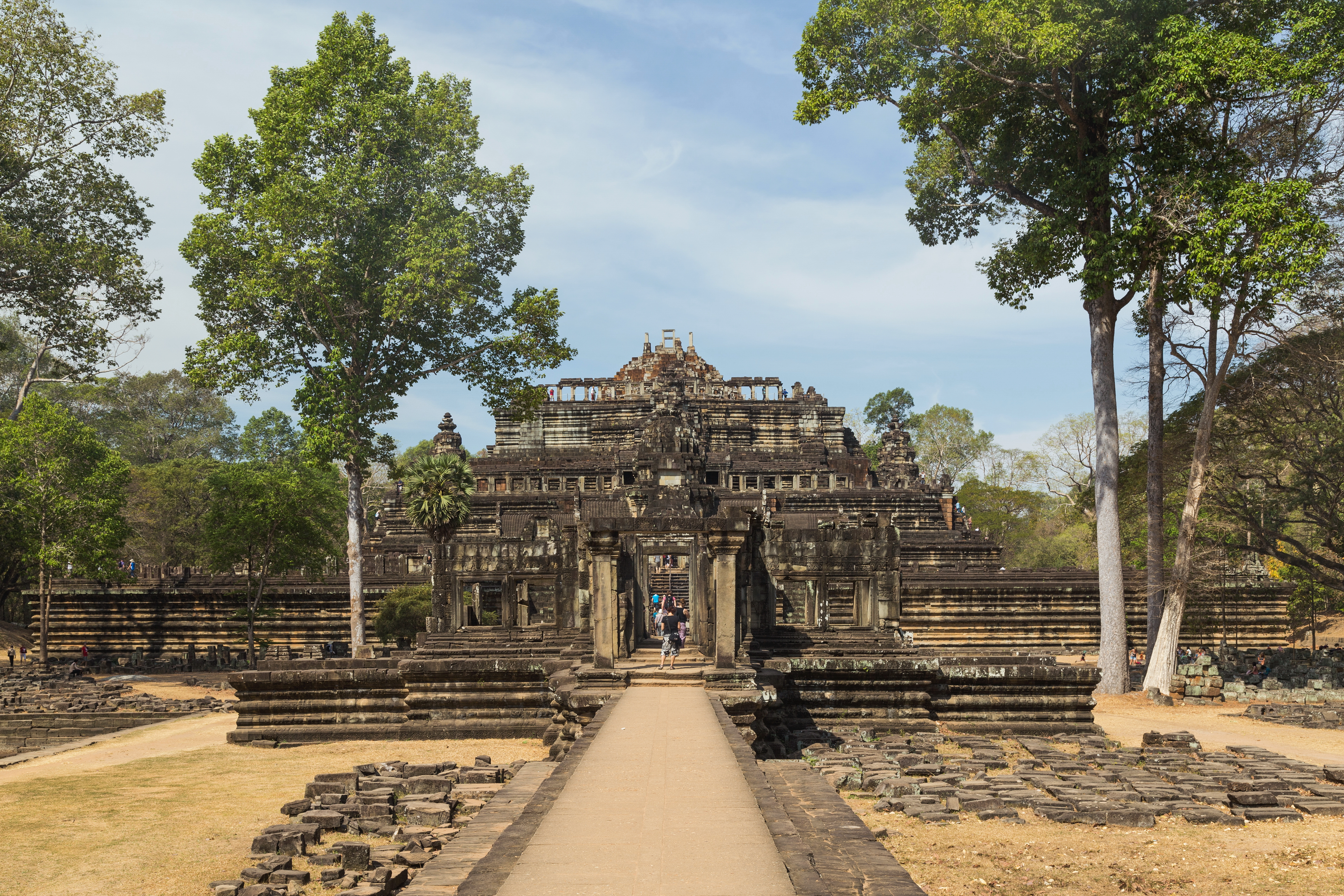
Entrée par les gopura de la face est.
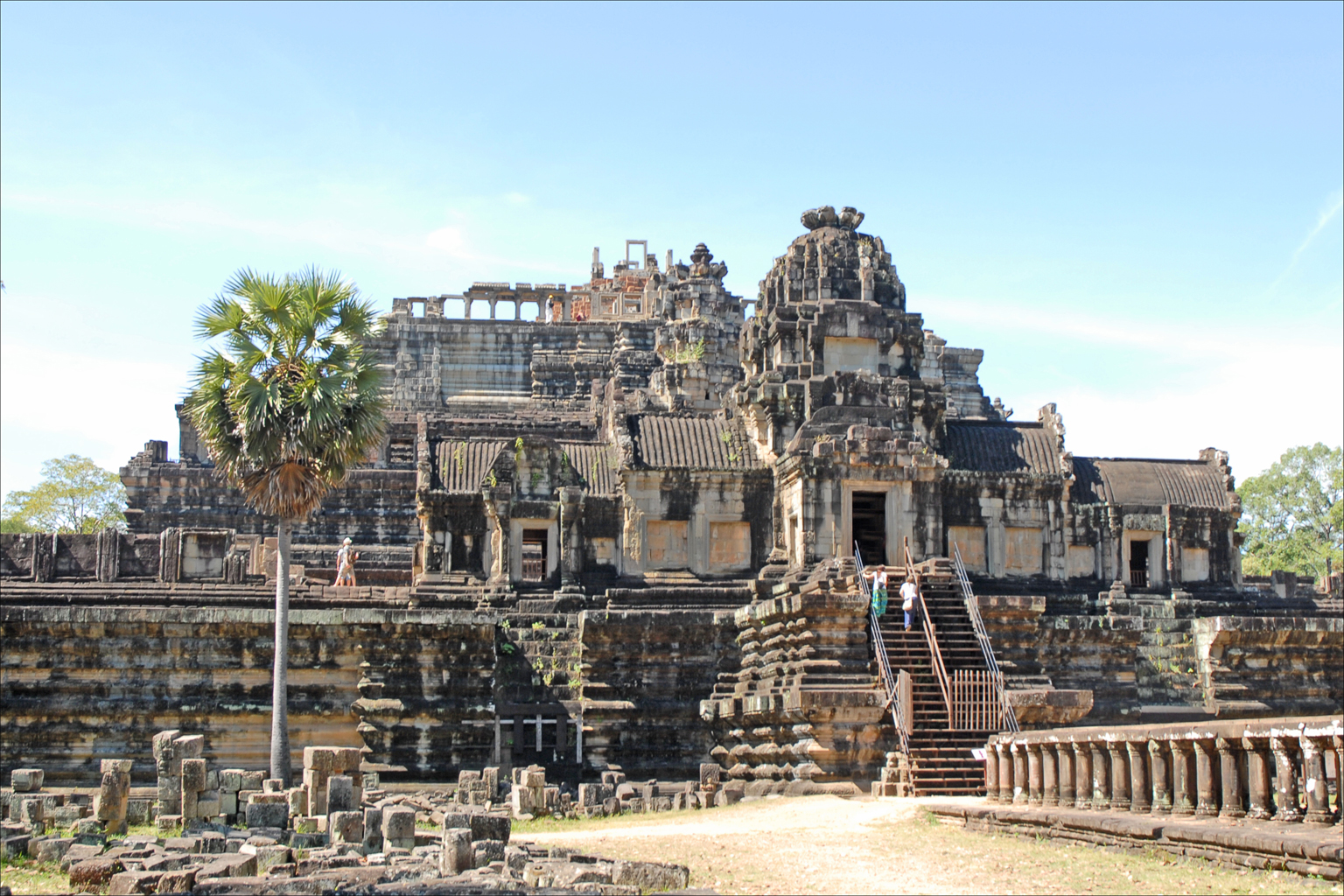
Chaussée surélevée et gopura ouvrant à droite et à gauche sur des galeries.
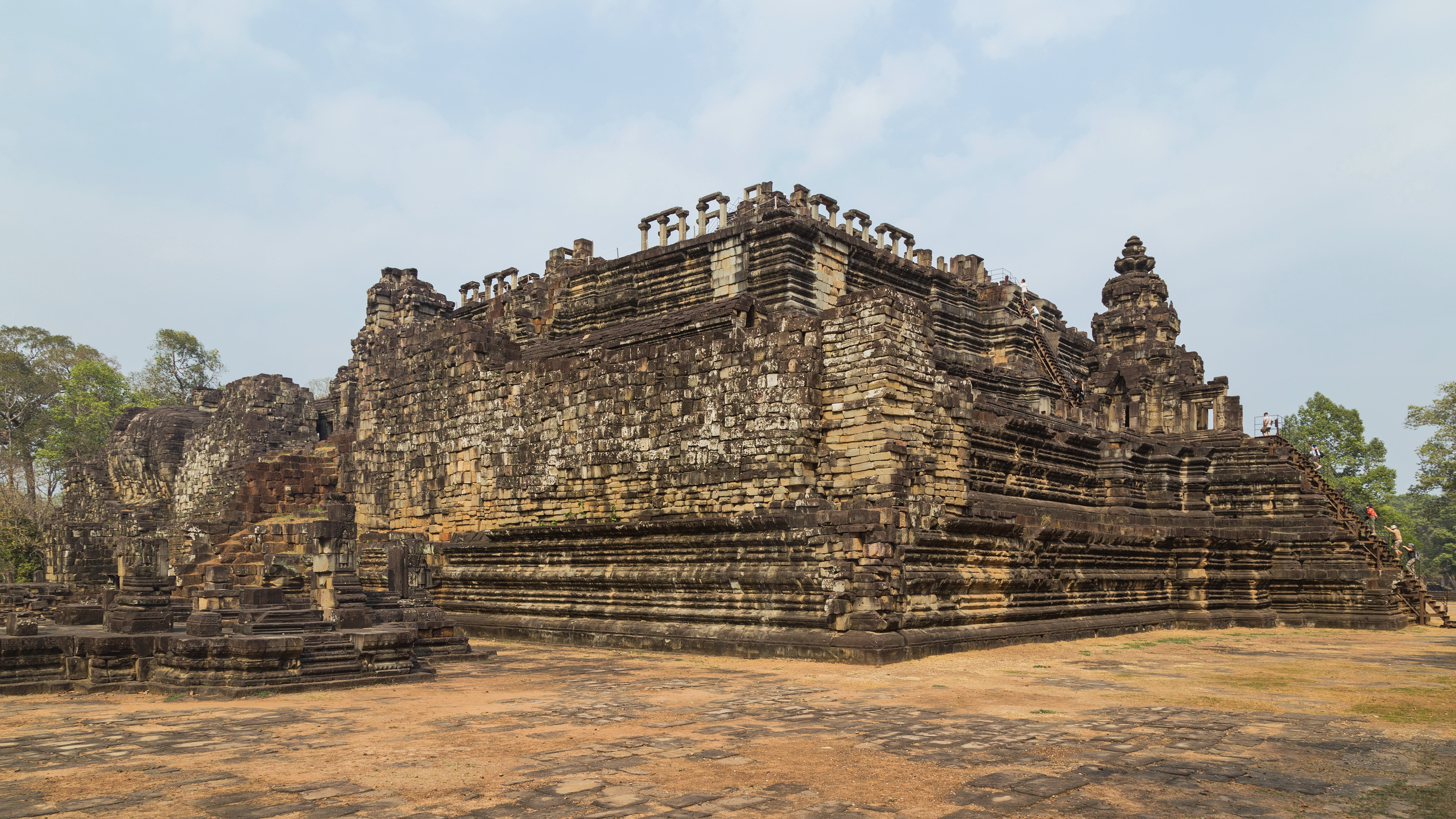
Face ouest avec le grand Bouddha couché.

C'est le premier grand monument khmer construit entièrement en grès et le premier monument sur lequel on généralise l'utilisation de la galerie. Enfin, c'est aussi le premier grand monument khmer sur lequel sont généralisés, sur les faces externes, les bas-reliefs narratifs : des petites scènes, sous forme de tableautins qui sont des illustrations des grands poèmes indiens, le Ramayana et le Mahabharata.

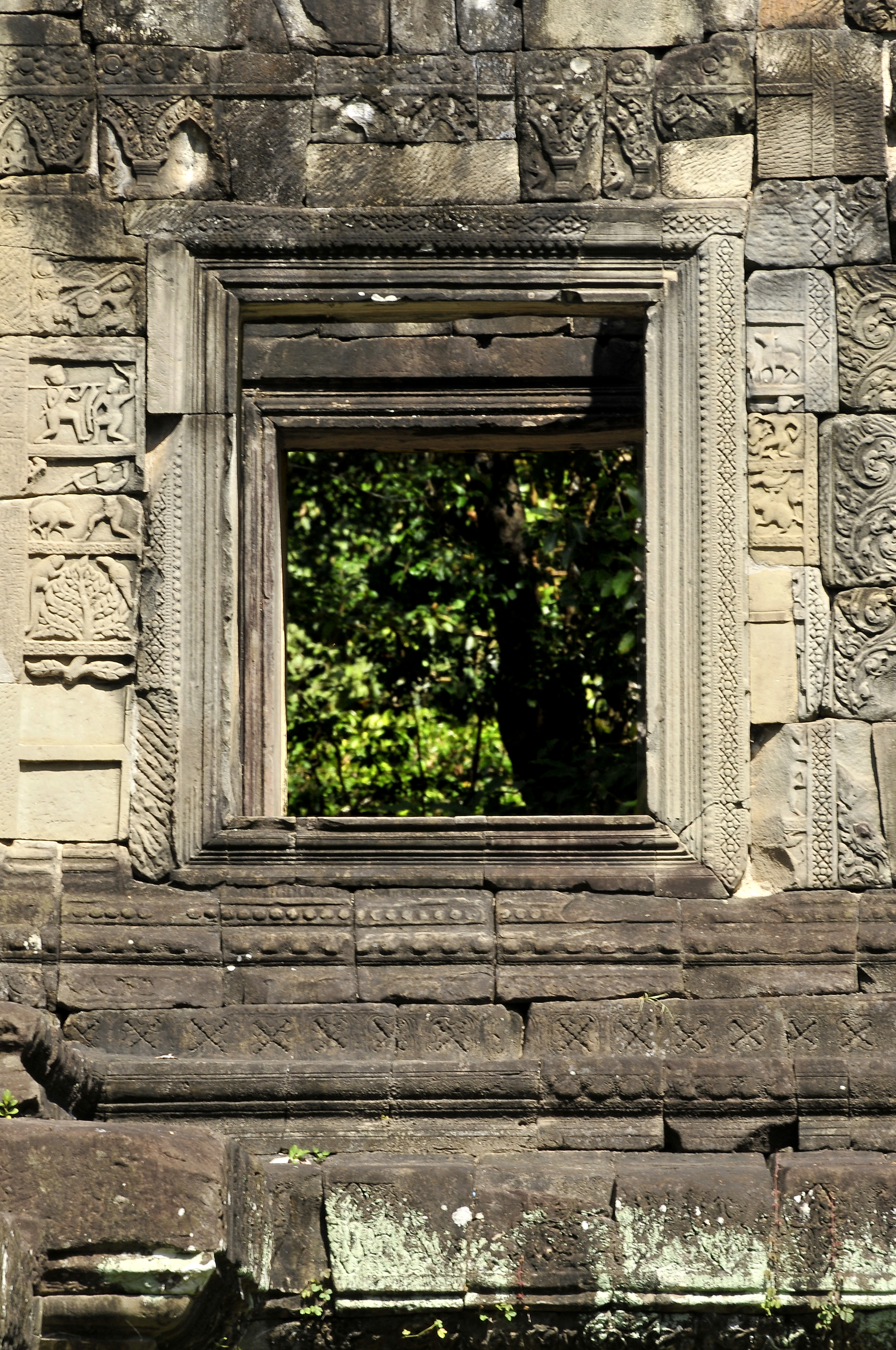
Bas-relief du Ramayana ou du Mahabharata.
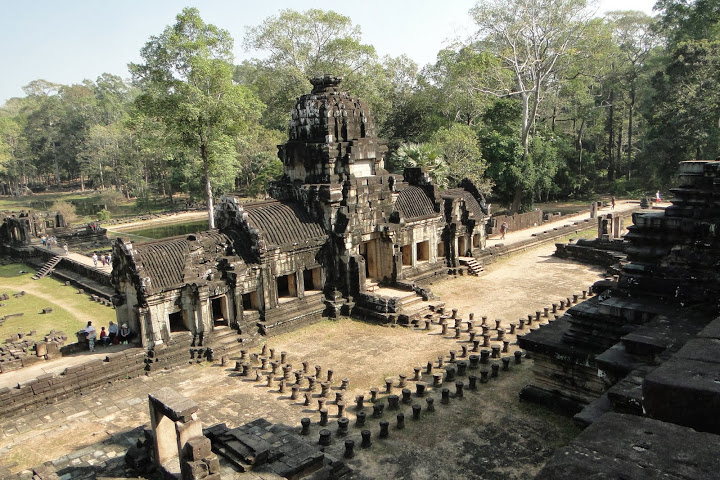
Vue depuis le troisième gradin. Gopura de la troisième enceinte et départs des galeries.
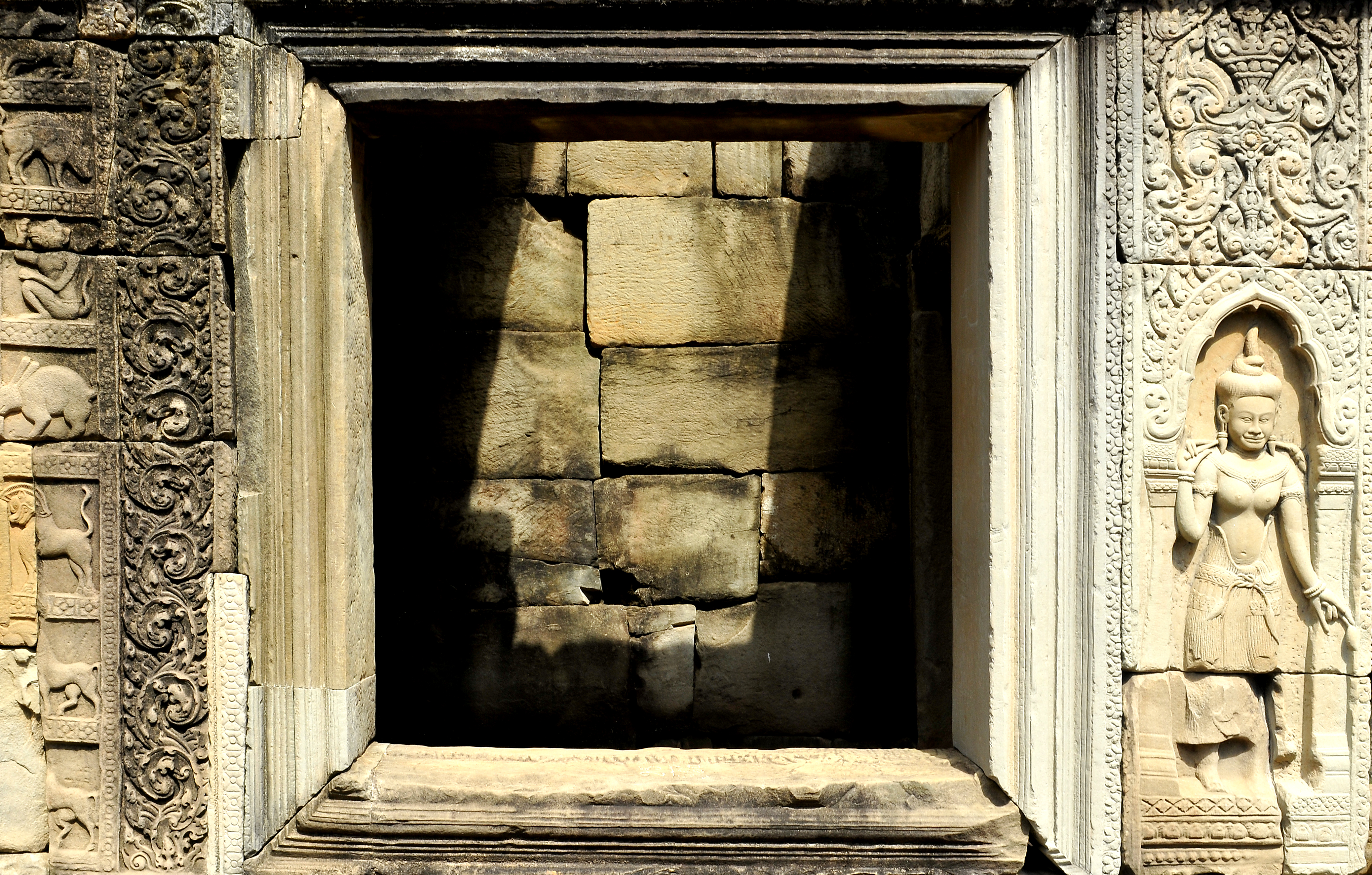
Bas-relief et divinité féminine sur une face externe.
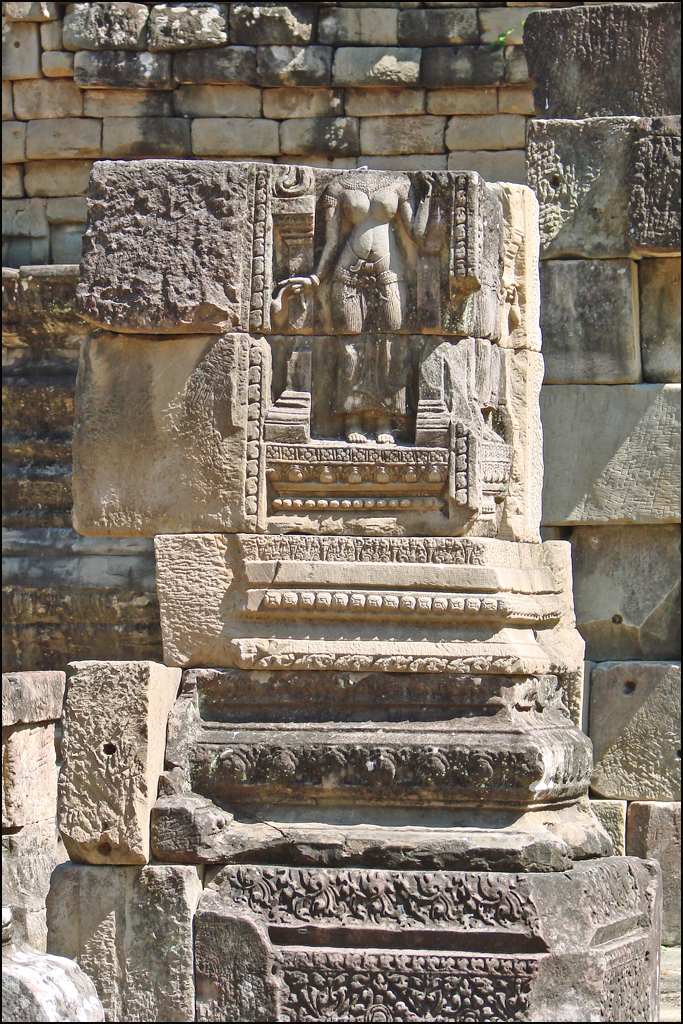
Divinité féminine.

Le temple a la particularité d'avoir subi un profond remaniement (très postérieur à sa construction, peut-être au XVIe siècle) dans sa structure pour constituer un gigantesque Bouddha couché, au deuxième étage de la face arrière (ouest).

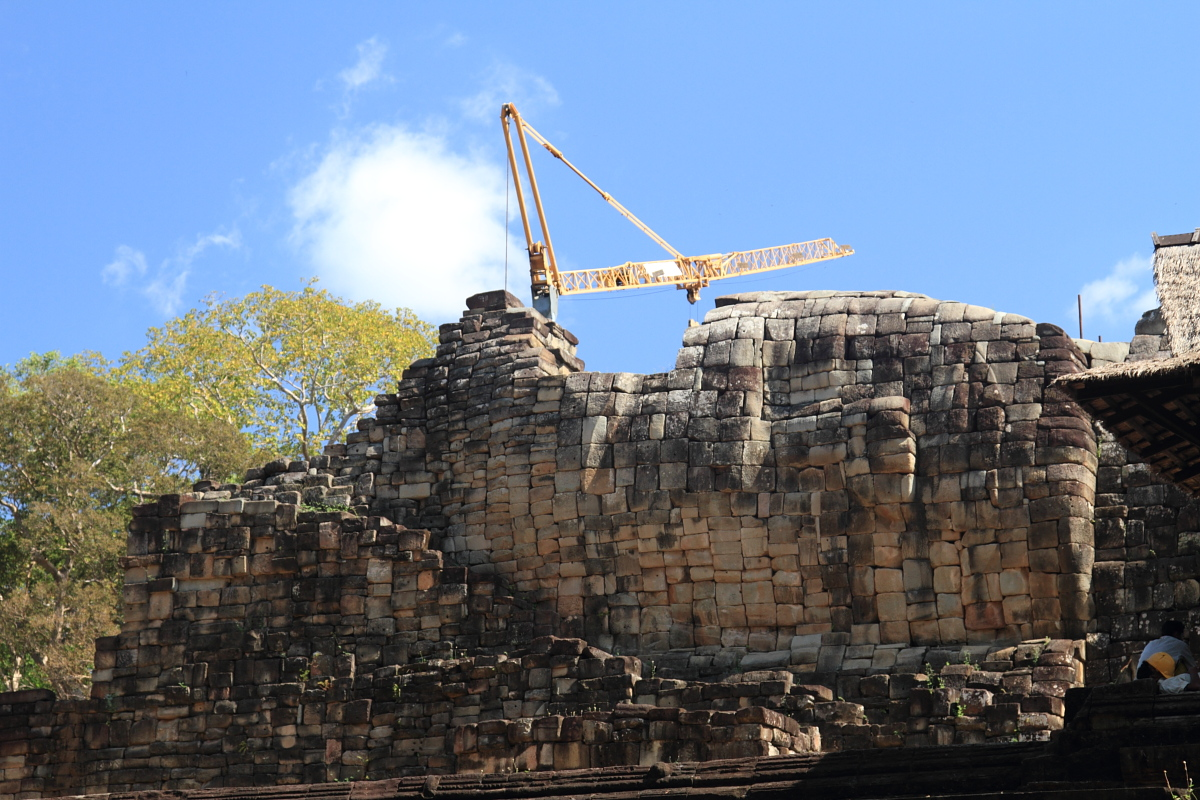
Restauration de la tête du Bouddha couché après un effondrement de terrain, 2009.
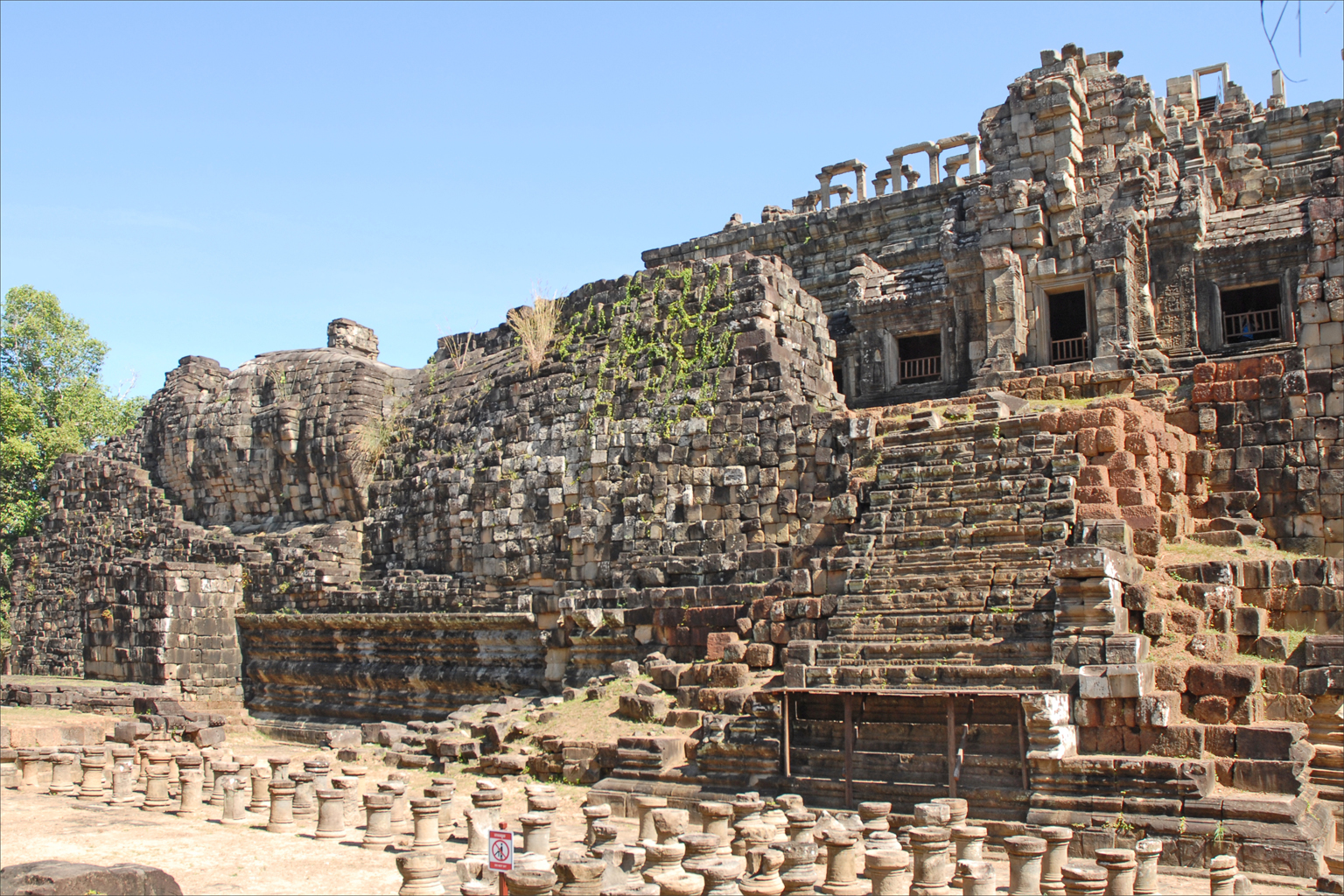
Fin des travaux de restauration du Bouddha couché et du Baphuon, 2011.
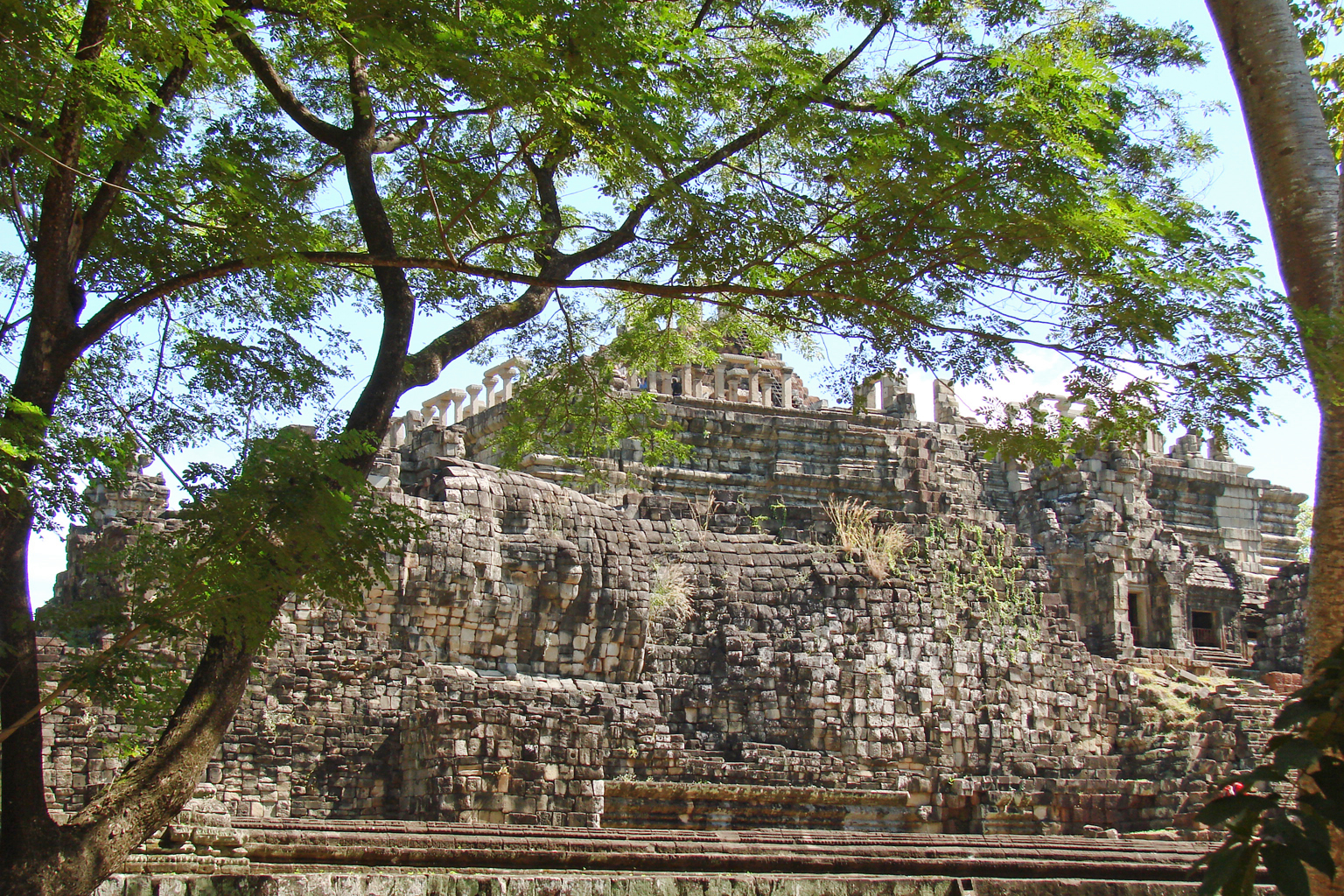
Façade ouest du Baphuon et Bouddha couché, 2011.
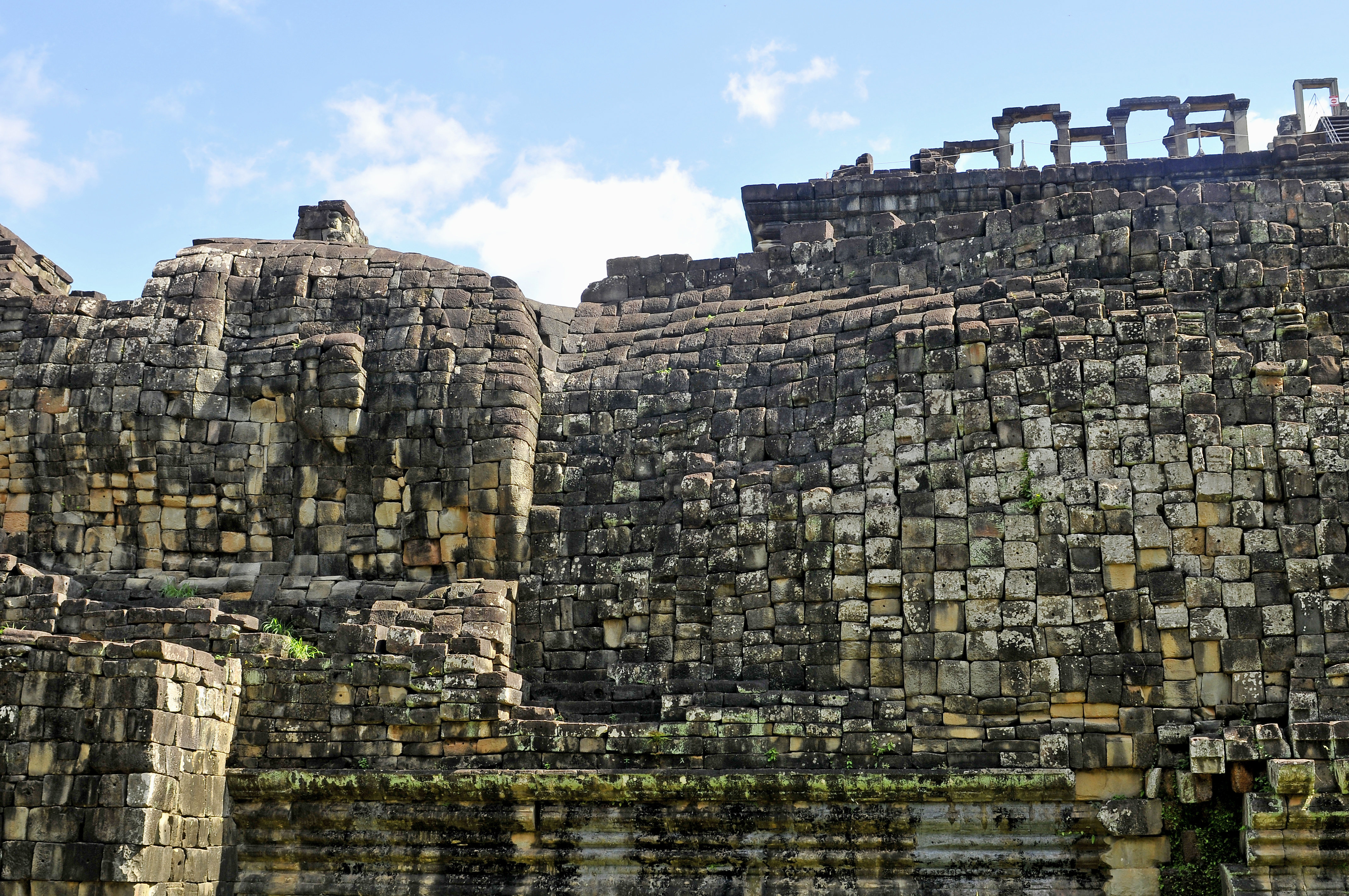
Bouddha couché, 2014.

En effet, les pierres qui le constituent ont été retravaillées avec des ciseaux plats qui étaient en usage au XVIe siècle, alors que le temple originel a été sculpté avec des ciseaux pointus, quelque cinq cents ans auparavant. D'autre part, une grande partie de ces pierres proviennent du sommet du temple, le sanctuaire dédié à Shiva, qui ne pourra donc être reconstitué. Ce sommet de la pyramide, le sanctuaire initial, a donc été volontairement démonté. Il est probable que ce passage d'un temple shivaïte à un temple bouddhiste ait eu lieu en raison de la ruine en cours du temple dédié à Shiva. Et cela dans un contexte politique de très grand affaiblissement du royaume, avec de faibles moyens.

## Dernières datations
La datation en 2015 au carbone 14 d'agrafes métalliques joignant les pierres de  l'édifice permettent de plutôt dater la construction du temple Baphûon sous le règne de Suryavarman I (1010–1050), prédécesseur de Udayādityavarman II (1050-1066). Les procédés métallurgiques par chauffage au charbon de bois laissent des quantités infimes de carbone au sein du matériau qu'il est alors possible de dater par cette méthode précise. La date mesurée est donc celle de l'abattage des arbres qui ont servi à produire le charbon de bois, permettant de traiter le minerai de fer, nécessaire à la réalisation des pièces en fer analysées.

### Filmographie
- Angkor : L'aventure du Baphuon de Didier Fassio, 2009, 53' 38 [voir en ligne], Production : EFEO, CinéTV et C Tout Comme ! International, avec la participation de Pascal Royère, Christophe Pottier et Jacques Gaucher.